# قدر معين من الانديكس السحري
أهلا بك في عالم السحرة  (とある魔術の禁書目録 يعرب الي تاورو ماجيستو نو انديكسو، يترجم حرفياً الي فهرس سحري معين) تعد رواية قصيرة من تأليف كازوما كاماتشي ومن رسم كيوتاكا هايمورا ومن إنتاج شركة ASCII Media Works عبر الشركة النشر التابعة لها Dengeki Bunko imprint منذ عام 2004 القصة تتحدث عن عالم خيالي فيه جميع القوي والقدرات السحرية حقيقية وامر طبيعي في هذه الروية القصيرة تركز علي البطل توما كاميجو فتي في مدرسة ثانوية في اكادمية المدينة الذي يملك قدرات غير عادية، يلتقي بفتاة مسيحية إنجليزية تدعي انديكس من خلال علاقته بتلك الفتاة الإنجليزية يكتشف بان هناك سحرة سيئين هدفهم اكتشاف السر الخفي وراء انديكس وتوما.
حصلت شركة ين برس للروايات علي حقوق نشر المانغا في أمريكا الشمالية. المانجا من تأليف تشويا كوجينو وهي مبنية علي نفس الرواية القصيرة بدأت الشركة بنشر السلسلة في مجلة شونين غانغان الشهرية بداية من مايو 2007. و قامت استديوهات JCStaff بالحصول علي حقوق إنتاج سلسلة من الانمي أنتجت موسمين مكونين من 24 حلقة أنيمي في الفترة بين عامي 2008 و 2011. وأصدرت ايضاً فيلم انمي رسوم المتحركة في فبراير 2013. والشركة التي حصلت علي حقوق البث الانمي في أمريكا الشمالية شركة فنميشن. تم بث الموسم الثالث من الانمي المكون من 26 حلقة في الفترة بين عامي 2018 و 2019، مرخصة لصالح شركة فنميشن Funimation . بدأت سلسلة المانجا من القصة الجانبية، A Certain Scientific Railgun ، التسلسل في Dengeki Daioh في فبراير 2007. بدأت سلسلة المانجا من القصة الجانبية، A Certain Scientific Accelerator ، في المسلسل في Dengeki Daioh في ديسمبر 2013.

## التعريف بالسلسلة
يعتبر سلسلة اهلاً بك في عالم السحرة تدور في عالم خيالي معين حيث تصبح فيه قدرات خارقة للطبيعة حقيقة واقعية. الأفراد الذين لديهم صلاحيات خاصة مكتسبة عن طريق العلم يطلق عليهم اسم الاسبيري(ين) (超能力者 تعربُ الي : تشو نوريوك وشا، تترجم الي  اصحاب القوة العظمي (من الصينية) و الروحاني/ النفساني(من اليابانية )). ويشار إلى هؤلاء الاسبيريين الذين يكتسبون قدراتهم دون مساعدة من الأدوات العلمية الخاصة، سواء عند الولادة أو غير ذلك، باسم الجيمستونيين (原石 تعربُ الي : جيمسكي، و تترجم حرفياًً  الي : الصخرة الخام). الآخرين، المعروفين باسم السحرة (魔術師 تعربُ الي ماجوتسو شي، التي تعني المشعوذ او الساحر) هم الذين لديهك القدرة علي اكتساب صلاحياتهم بواسطة إتقان قوة السحر، إما من خلال الحصول على المعرفة من الأساطير المختلفة أو باستخدام التحف والاثار الصوفية مثل القلائد والخواتم..... الخ، على الرغم من أن وجود السحرة هو امر سري بالنسبة للعامة. بينما يصطف السحرة أنفسهم علي معتقدات ايمانية مختلفة، فإن الاسبيريين متحالفين مع المؤسسات العلمية. وهذا يؤدي إلى صراع على السلطة بين الفصائل السحرية والعلمية من أجل السيطرة على العالم الذي تتدور فيه القصة.

## القصة
في احدي المدن الجامعية مدينة الاكاديمية (学園都市 باليابانية : جا كوين تو شي) تسمي مدينة الاكاديمية هي مدينة تكنولوجية تسبق طوكيو بحوالي 20 سنة من التقدم تقع تلك المدينة غرب طوكيو تدور الاحداث حول فتي تدعي توما كاميجو تلتقي بفتاة تدعي انديكس وهي فتاة مسيحية من إنجلترا تملك اندكس في عقلها مجموعة من الكتب المحرمة حوالي 103 الف كتاب سحري محظور علي أي أحد ان يتطلع عليها أو يقرائها هذه الكتب كانت مخبئة في احدي اركان الكنيسة السرية هذه الكتب تحتوي علي طلاسم وتعاويذ سحرية تمكن من يملكها من الحصول علي قوة كبيرة
إلى جانب ان الرواية تتفق مع المانجا خاصتها، تحتوي السلسلة أيضًا على سلسلتين من المانجا تمثلان قصصًا جانبية تركز على الشخصيات الرئيسية الأخرى. أحدهما تحت اسم قدر معين من الريلغان العلمية (الريلغان هو مطلق قذائف كهرومغناطيسي مشغّل كهربائي) وهذه ما تم بناء الموسم الثاني من الانمي علي اساسها التي تركز على شخصية ميكوتو ميساكا وهي فتاة لديها قوة اليكترومغناطيسية قوية وواحد من أقوى الاسبيريين في المدينة. أما الثانية قدر معين من اللاكسيليراتور العلمي الاكسيليراتور هو مسرع التفاعلات)، فتركز على شخصية اكسيليراتور Accelerator ، وهو مراهق يمكنه التحكم في المتجهات وهو يعرف بكونه اقوي ايسبيري في المدينة الأكاديمية.

## وسائل الإعلام

### الرويات القصيرة
بدأت سلسلة اهلا بك في عالم السحرة رواية قصيرة كتبها كازوما كاماشي ورسمها كيوتاكا هيمورا. نشرت شركة ASCII Media Works الرواية في 25 مجلداً في الفترة بين 10 أبريل 2004 و 10 أغسطس 2011 من خلال شركة النشر Dengeki Bunko الخاصة بهم؛ 22 مجلد تشكل القصة الرئيسية،  بينما الثلاثة الأخرى عبارة عن مجموعات قصص قصيرة الجانبية. حصلت شركة ين بريس Yen Press علي ترخيص نشر المانغا في أمريكا الشمالية وبدأت في إصدار المانغا المترجمة في نوفمبر 2014. سلسلة تكميلية من الروايات الخفيفة بعنوان العهد الجديد : اهلا بك في عالم السحرة (新約 とある魔術の禁書目録 التي تعربُ الي شين ياكو توارو ماجيتسو نو انديكس، و التي تعني حرفياً العهد الجديد قدر معين من الموشرات السحرية) وتم نشر السلسلة التكميلية في الفترة بين 10 مارس 2011  واختتمت في 10 يوليو 2019 بنشر المجلد الـ23 منها. ومن المتوقع أن تبدأ سلسلة جديدة في عام 2020 سلسلة روايات خفيفة ثالثة، والتي هي بمثابة تكملة للعهد الجديد: اهلا بك في عالم السحرة .

### المانجا
تعتمد السلسلة علي سلسلتين من المانغا. تم توضيح ان القصة الخاصة المانغا من تأليف المانغاكا تشويا كوجينو وبدأت السلسلة في الظهور لأول مرة عبر إصدار شهر مايو من مجلة سكوير انكس الاسبوعية شونين جانجان Monthly Shōnen Gangan . تم إصدار المجلد الاول في 10 نوفمبر 2007 واعتبارًا من 22 فبراير 2014، تم نشر 13 مجلدًا من المانغا. قامت شركة ين بريس Yen Press بالحصول علي ترخيص نشر سلسلة المانغا في أمريكا الشمالية حيث قامت الشركة باصدار أول مانغا مترجمة للانجليزية من السلسلة اليابانية في أكتوبر 2014. وبينما حصلت شركة ستار كوميكس علي حقوق نشر المانجا أيضًا في إيطاليا مترجمة باللغة الايطالية وفي ألمانيا حصلت شركة كارلسين كوميكس علي حقوق نشر المانغا المترجمة باللغة الألمانية. بدأ الكاتب باعداد مانغا لفيلم Toaru Majutsu no Index: Endymion no Kiseki ، من رسوم ريوسوكي أساكورا وهذا ما تم الإعلان عنه في عدد شهر مارس 2013 من مجلة شونين جانجان الشهرية.

### أنيمي
بعد النجاح الكبير الذي حققته المانغا والرواية الخفيفة في اليابان قرر الشركة المالكة للعلامة التجارية التفاوض مع أستديوهات جي اس ستاف JCStaff وذلك لاصدار سلسلة انمي مكونة 24 حلقة معتمداً علي المانغا والرواية الخفيفة من إخراج هيروشي نيشيكيوري. وتم بثها في اليابان في الفترة بين 4 أكتوبر 2008 حتي 19 مارس 2009. تم جمع أنيمي في ثمانية أقراص DVD وبلو راي وتم إصدار الأقراص التي في الفترة من 23 يناير إلى 21 أغسطس 2009. بالإضافة إلى ذلك، تم تجميع أربع حلقات مكافأة مصغرة تصور مؤشر مشوه للغاية، بعنوان A Certain Magical Index-tan وذلك مع نسخ محدودة من أقراص DVD الأولى والخامسة من الموسم الأول وأول إصدار BD / DVD للموسم الثاني. غطى الأنيمي الروايات الست الأولى في المسلسل. وحصلت شركة فنميشن علي رخصة عرض السلسلة في أمريكا الشمالية. بدأ في بث النسخة باللغة الإنجليزية على موقع فنمنشين علي الإنترنت وذلك في سبتمبر 2012 وتم إصداره السلسلة المدبلجة بالإنجليزية علي قرص DVD في 11 ديسمبر 2012. تم بث الموسم الأول في أمريكا الشمالية على قناة Funimation المعروفة باسم توكو نتورك في 21 يناير 2013. تم بث الموسم الثاني، بعنوان A Certain Magical Index II ، في اليابان في الفترة بين 8 أكتوبر 2010 وحتي 1 أبريل 2011،  وتم بثه أيضًا عبر خدمة البث نيكو نيكو دوغا. واحتوى الإصدار المحدود من المجلد الأول BD / DVD الخاص بالموسم الثاني ، والذي تم إصداره في 26 يناير 2011، على رواية مصغرة باسم A Certain Scientific Railgun. تم إصدار الموسم الأول بالدبلجة الإنجليزية في عام 2012 بينما تم إصدار الموسم 2 في عام 2014.
الفيلم بعنوان اهلا بك في عالم السحرة : الفيلم -معجزة ايدميون (باليابانية : 劇場版 とある魔術の禁書目録 -エンデュミオンの奇蹟- و يعربُ الي : توارو ماجيتسو نو انديكس : ايديومويون نو كايسيكي)
تم إصدار الفيلم في اليابان في 23 فبراير 2013 . الفيلم معتمد بنسبة كبيرة علي قصة من تأليف كاماتشي والشخصيات المتواجدة في الفيلم هي عينها المتواجدة في الموسمين الأول والثاني الي جانب الشخصيات الموجودة في القصة الجانبية مع بعض الشخصيات التي تم تصميمها بواسطة هايمورا. حصلت شركة فنمنيشن علي حقوق تصميم دبلجة إنجليزية من الفيلم في 2014. حيث تم اطلاق الفيلم بشكل رسمي في أمريكا الشمالية في 13 يناير 2015
تم بث الموسم الثالث من الانمي المكون من 26 حلقة وذلك في الفترة من 5 أكتوبر 2018 حتي 5 أبريل 2019. قامت شركة فنميشن بالحصول علي ترخيص عرض الموسم الثالث من السلسلة في أمريكا الشمالية والمملكة المتحدة وأيرلندا وجنوب إفريقيا وأستراليا ونيوزيلندا  وفي الوقت نفسه حصب موقع كرنشي رول علي حقوق عرض الموسم الثالث لبقية دول العالم (أوروبا والوطن العربي وشمال افريقيا) باستثناء آسيا.

### العاب إلكترونية
بعد النجاح الكبير الذي حققته السلسلة في اليابان وعلي مستوي العالم قررت الشركة صاحبة العلامة التجارية انه يجب ان يظهر عالم A Certain Magical Index في لعبة فيديو تحت اسم Dengeki Gakuen RPG: Cross of Venus وذلك علي منصة نينتدو دي اس. حيث ظهرت شخصية انديكس كشخصية داعمة، في حين أن توما وميكوتو ابطال القصة وهما من الشخصيات التي يمكن اللعب بها ويمكن الوصول إليها من خلال لعب اللعبة ويتم تمييز شخصية اكسسيليتور كشخصية رئيسية. تم إطلاق لعبة قتال بعنوان A Certain Magical Index ، تم تطويرها بواسطة كادوكاوا شوتين ونشرتها ASCII Media Works علي منصة سوني بلايستيشن بورتل (PSP)
في 27 يناير 2011.
نامكو بانداي ألعاب وبانبريستو قد عملت علي إنتاج لعبة تحت عنوان Toaru Majutsu to Kagaku no Ensemble (باليابانية : とある魔術と科学の群奏活劇 و تعربُ الي : توارو ماتجيستو تو كاجاكو نو انسانبورو، التي تعني بالعربية : قدر معين من طاقم السحرة و العلماء)علي منصة بلايستيشن بورتل PSP. تم إطلاق اللعبة قبل أيام قليلة من إصدار الفيلم في 21 فبراير 2013 حيثُ تدور احداث اللعبة قبل احداث الفيلم قبل فترة قصيرة. كما ظهرت انديكس أيضًا في لعبة اوريموالتي اصدرت علي منصة سوني PSP ، كونها لعبة أخرى تقوم على سلسلة رواية خفيفة نشرتها شركة ASCII Media Works. تم إصدار لعبة قتال ثنائية الأبعاد من تصميم شركة سيجا اليابانية بعنوان Dengeki Bunko: Fighting Climax في مارس 2014 والتي جمعت شخصيات من سلسلة روايات خفيفة التي كانت تنشرها شركة النشر التابعة لشركة ASCII Media Works التي تدعي Dengeki Bunko.حيث ان ميكوتو ميساكا شخصية قابلة للعب في حين أن تاما كاميجو واكسسيليتور هما من الشخصيات المساعدة.

### وسائل الإعلام الأخرى
تم إصدار قرص مضغوط درامي كرسالة بريدية تحت الطلب من في العدد الثامن والاربعين من مجلة Dengeki hp  والذي تم اصداره في نوفمبر 2007. حيث يشمل علي الموسمين
الأول والثاني من القصة وتم بث الجزء الأول من السلسلة
في الأصل كدراما إذاعية عبر قناة شركة Dengeki Taishō ويبدأ بـ لقاء مع الساحر الغامض الذي عُرف بكونه «ساحر» سابق من قبل تاما كاميجو وانديكس في مطعم العائلة بعد أن قررت ميساكا العودة بسبب الأعمال العاجلة. الجزء الثاني يدور حول ميكوتو ميساكا واختها غير الشقيقة كوركو شيراي وعلاقتهم باصدقائهم ومغامرتهم المختلفة.
قامت شركة فيب -شوارز Weiß-Schwarz بابتكار شخصيات الموسمين الأول والثاني في لعبة اوراق تجارية مثل لعبة اوراق يوغي يو الشهيرة. تم إصدار كتاب مرئي رسمي للموسم الثاني الذي كان بعنوان A Certain Scientific Railgun في 24 يوليو 2010، مرفقًا بقرص DVD يحتوي على حلقة إضافية مدتها خمس دقائق.
بالتعاون مع شركة سيغا الافتراضي لألعاب الفيديو، كتب كاماتشي رواية خفيفة اخري تحت عنوان A Certain Magical Virtual-On (باليابانية  : とある魔術の禁書目録×電脳戦機バーチャロン とある魔術の電脳戦機 التي تعربُ الي : توارو ماجوستو نو انديكس اكس ديننو سينكي فيرتوال -اون أو توارو ماجوتسو نو فيرتوال -اون، و التي تعني تترجم الي : قدر معين من السحر ضد القوات الالية فيرتول اون) صدرت هذه اللعبة في 10 مايو 2016 مع ميكا للرسوم التوضيحية التي قام بها هاجيمي كاتوكي. تعاونت سيجا ايه ام 3 و Dengeki Bunko فيما بعد لتطوير ألعاب الفيديو علي منصات بلايستيشن فيتا وبلايستيشن 4  واصدرت اللعبة في 15 فبراير 2018.

## استقبال
في مسابقة كادوكاوا شوتين لجوائز الرويات الخفيفة التي أقيمت في عام 2007، حصلت روية «اهلا بك في عالم السحرة» الخفيفة علي المركز الثاني. وصُنفت سلسلة الروايات الخفيفة ثلاث مرات في كتاب دليل الرواية الخفيفة الخاص بشركة تيكارجيماشا Takarajimasha كونو لايت نوفيل جا سوجوي Kono Light Novel ga Sugoi والذي نُشر سنويًا: واحتل المركز الرابع في عام 2009،  واحتل المركز التاسع في عام 2010،  واحتل المركز الأول في عام 2011. بين الإصدارين 2010 و 2014 من كونو لايت نوفيل جا سوجوي Kono Light Novel ga Sugoi ، تم اختيار شخصية ميكوتو ميساكا في المرتبة الأولى كشخصية الرواية النسائية الاولي خمس مرات على التوالي، وهو إنجاز لم يتحقق من قبل أي شخصية في أي رواية خفيفة أخرى. تم اختيارتوما كا كأفضل شخصية روائية خفيفة في المرتبة الأولى في إصدار عام 2011.
عند إصدار المجلد الأول من اهلا بك في عالم السحرة الذي كان تحت اسم A Certain Magical Index ، وفقًا لما ذكره الكاتب كازوما ميكي «(حتى يكون صريحا)، فقد تم بيع المجلد بطريقة مجنونة جداً.حيث نفدت كل النسخ بعد وقت قصير من تاريخ الإصدار الرسمي حيث لم يتوقع الكاتب ان يكون الطلب علي المانغا بهذا الشكل، فيقول كان علينا إعادة طباعة نصف النسخ التي قمنا بطابعتها في الطباعة الأولي. كان هذا يوم الاثنين. ما زلت أتذكر ذلك حتي الآن. لقد كان هذا إنجازًا رائعًا لانجاز اخر قادم جديد وغير معروف». في مايو 2010، أفيد بأ مانغا «اهلا بك في عالم السحرة» أصبحت أكثر الكتب مبيعًا قدمته شركة Dengeki Bunko وأصبح أول سلسلة تقدمها شركة Dengeki Bunko تبيع أكثر من 10 ملايين نسخة. وقت لاحق من نفس العام، أصبح خامس أكثر رواية خفيفة مبيعًا في اليابان، متغلبًا على سلسلة ذات شعبية أخرى مثل فل ميتال بانيك!! وشاكوغان نو شانا وهاروهي سزوميا . أفيد في أكتوبر 2014 أن الامتياز بالكامل بما في ذلك الروايات الخفيفة والمانجا قد باعت أكثر من 28 مليون نسخة. أفيد في أغسطس 2017 أن الروايات الخفيفة باعت أكثر من 16.35 مليون نسخة في اليابان. اعتبارا من يوليو 2018، تم الإبلاغ عن بيع السلسلة لأكثر من 30 مليون نسخة.

## روابط خارجية
- قدر معين من الانديكس السحري على موقع ANN manga (الإنجليزية)
- الموقع الرسمي (باليابانية)
- الموقع الرسمي علي موقع ASCII Media Works (باليابانية)
- الموقع الرسمي علي كاريكاتير جانجان (باليابانية)
- الموقع الرسمي علي فنمنشن
- قدر معين من الانديكس السحري (الرواية الخفيفة) في شبكة أخبار الأنمي